# Гимназија Врњачка Бања
Гимназија Врњачка Бања је једна од средњих школа у Врњачкој Бањи. Налази се у улици Хероја Чајке 18.

## Историјат
Гимназија је основана 1941. године и почела је са радом 17. новембра у некадашњем санаторијуму у вили „Терапија” на месту данашњег хотела „Слатина”. Радила је у периоду од 1941. до 1950. године, а поново је почела са радом 1962. до данашњих дана. Учествовали су у пројектима „Вода као лек” 2003, „Сада заједно у акцији” 2006, „Мере побољшања енергетске ефикасности у јавним објектима у Србији” 2012, „Финансирање уметничких дела из области визуелних уметности” 2017, „Финансијска средства за унапређивање услова за остваривање наставе и учења” 2018, „Vivre la culture” 2018. и „Програм модернизације школа” 2012. када је иницирана идеја о изградњи самосталне зграде Гимназије. Земљани радови су започети 21. јуна 2017, а камен темељац је постављен 7. јула исте године, извођени су радове у периоду од јула 2017. до 1. августа 2019. када је објекат покривен и урађена је фасада. Због раскида уговора радови су прекинути па је крајем школске 2020—2021. године поново расписан тендер. Радови су започети почетком школске 2021—2022. године и завршени су почетком априла 2022. Године 2021—2022. су прославили осамнаестогодишњицу оснивања и имали су укупно 337 ученика. Наредне школске године су прославили шездесетогодишњицу непрекидног рада и отворили су два нова смера за ученике са посебним склоностима ка рачунарству и информатици и ка спорту. Садашња Гимназија има три смера: општи, природно-математички и друштвено-језички.

## Догађаји
Догађаји Гимназије Врњачка Бања:
- Школска слава Свети Сава[4]
- Пројекат „Млади и образовани за нашу Бању”
- Пројекат „Реци пластици Не, хвала!”
- Међународни београдски сајам књига
- Међународни дан људских права[5]
- Међународни дан толеранције[5]
- Међународни дан борбе против вршњачког насиља[6]
- Међународни дан против трговине људима
- Међународни дан деце оболеле од рака[7]
- Међународни дан породице[6]
- Међународни дан средњошколаца и студената[6]
- Међународни дан матерњег језика[8]
- Међународни дан пешачења
- Међународни дан интелигенције
- Међународни дан физиотерапеута
- Међународни дан Црвеног крста[9]
- Међународни дан очувања културне баштине[8]
- Светски дан превенције ХИВ-а[10]
- Светски дан књиге и ауторских права[11]
- Радионица „Јавни наступи”
- Европски дан језика
- Европска недеља програмирања[10]
- Дан планете Земље[12]
- Дан српског јединства, слободе и националне заставе
- Дани француске културе[13]
- Дан примирја у Првом светском рату[14]
- Међународни фестивал зелене културе[10]
- Међународни фестивал поезије и кратке приче[14]
- Фестивал науке
- Сајам запошљавања и образовања[6]